# Tatiana Golovin
Tatiana Golovin (in russo Татьяна Григорьевна Головина?, Tat’jana Grigor’evna Golovina; Mosca, 25 gennaio 1988) è un'ex tennista francese di origine sovietica ed etnìa russa.
Giunta a vent'anni al numero 12 del ranking WTA, interruppe la carriera nel 2008 a causa della lombalgia.
Tornata alle competizioni dopo dieci anni di inattività, si è ritirata definitivamente nel 2020.

## Biografia
I suoi genitori si trasferirono a Parigi quando lei era piccola, il che le permise in seguito di ottenere la cittadinanza francese.
La tennista è fuori dalle competizioni dal maggio 2008, quando perse da Caroline Wozniacki nel torneo di Berlino, a causa di un grave problema alla schiena; come la stessa Golovin ha dichiarato sul suo sito, non rientrerà più nel circuito.
Nel 2015 è diventata mamma di una bambina; il padre è il rugbista Hugo Bonneval.

## Carriera tennistica

### Esordi
La Golovin fa il suo debutto nel circuito ITF nel 2002, giocando 4 tornei di questa categoria. Nello stesso anno prova a qualificarsi al Roland Garros, ma si deve arrendere al II turno delle qualificazioni.
Fa il suo debutto in un torneo del circuito WTA nel 2003, ottenendo una wild card per il torneo di Indian Wells, in cui centra anche la sua prima vittoria da professionista contro la n. 146 della classifica WTA, l'argentina Gisela Dulko. Al secondo turno esce per mano di Francesca Schiavone. Ottiene una wild card anche per il torneo di Miami e per il Roland Garros, ma in entrambi i casi è sconfitta al I turno. La tennista chiude l'anno al n.345 della classifica WTA.

### 2004
La Golovin entra nel tabellone dell'Australian Open grazie a una wild card e sfrutta appieno questa chance: nel II turno elimina la n.14 del seeding, Anna Smashnova, nel III la n.23 Lina Krasnoruckaja, per poi essere sconfitta dalla n.25 Lisa Raymond nel IV turno. Questo exploit le consente di salire al n.136 della classifica WTA.
La Golovin conferma le aspettative al torneo indoor di Parigi dove batte la prima top ten della sua carriera, la n. 10 Elena Dement'eva, per poi essere sconfitta nei quarti da Mary Pierce. A Miami ottiene l'ennesimo buon risultato raggiungendo il quarto turno proseguendo così la scalata alla classifica ormai saldamente nella top 100.
Al Roland Garros nel singolare esce al primo turno dopo due tie break contro la Koukalova, ma vince il doppio misto in coppia con Richard Gasquet, altra grande promessa del tennis transalpino, diventando i più giovani vincitori di questa specialità.
Sull'erba di Birmingham giunge in finale dove si scontra con Marija Šarapova, che sarebbe diventata la prossima campionessa di Wimbledon, rimediando una sconfitta in 3 set. A Wimbledon conferma la buona attitudine per il manto erboso sconfiggendo Alina Židkova, Francesca Schiavone e Emmanuelle Gagliardi, prima di uscire nel quarto turno per mano della n.10 Serena Williams.
La Golovin raggiunge per la prima volta i quarti in un Tier I a Montréal nei quali perde da Vera Zvonarëva. Agli Us Open esce al III turno di nuovo per mano di Serena Williams. Tatiana è stata membro della squadra di Fed Cup, debuttando nelle semifinali contro la Spagna, durante le quali ha ottenuto due vittorie in entrambi i singolari in cui fu schierata. La Golovin ha disputato anche i due singolari della finale che ha visto la Francia opposta alla Russia, riportando una sconfitta contro la Myskina e una vittoria contro la Kuznetsova.

### 2005
La Golovin raggiunge le semifinali del torneo di Goald Coast in cui è sconfitta da Patty Schnyder, esce sorprendentemente al II turno dell'Australian Open contro Abigail Spears, in seguito ripete le semifinali all'indoor di Parigi (battuta dalla Safina). Ad Indian Wells e a Miami viene sconfitta in entrambe le occasioni al quarto turno dalla Dementieva. In seguito a Charleston raggiunge per la prima volta le semifinali di un Tier I, dopo aver battuto Venus Williams e Nadia Petrova, per poi esser sconfitta da Justine Henin. Grazie a questo risultato entra per la prima volta nella top 20, piazzandosi al n. 18.
Tatiana non disputa una buona stagione sulla terra, uscendo al I turno agli internazionali di Roma mentre al Roland Garros si ferma al III turno contro la russa Elena Bovina. Anche sull'erba, nonostante la semifinale a Birmingham, in cui è battuta dalla Sharapova, non è particolarmente brillante specie a causa dell'eliminazione nel I turno a Wimbledon per mano di Al'ona Bondarenko. Altrettanto modesta è la stagione sul cemento americano in cui si segnala un III turno allo US Open (sconfitta dalla connazionale Dechy).
Nella stagione asiatica Tatiana centra la semifinale a Seul e la finale al Japan Open di Tokyo, in cui è costretta al ritiro nel II set contro Nicole Vaidišová a causa di una tendinite al tallone.

### 2006
Nel suo primo torneo dell'anno a Goald Coast, la Golovin raggiunge i quarti di finale in cui è sconfitta da Flavia Pennetta in 3 set, mentre all'Australian Open esce al primo turno per mano di Mara Santangelo.
Tatiana ottiene la terza semifinale consecutiva agli indoor di Parigi sconfiggendo la n.7 della classifica WTA, Nadia Petrova con il punteggio di 3-6, 7–6(7), 6-3 dopo aver annullato un match point nel tie break del II set. In finale affronta la n.2 Amélie Mauresmo soccombendo 7–6(5) 5-7 2-6 dopo aver ottenuto la chance di un match point sul 5-4 del II set.
Golovin raggiunge la II semifinale in un Tier I a Miami, dove sconfigge la n.8 Elena Dement'eva nel IV round. In semifinale la Golovin rimonta uno svantaggio di 5-1 e annulla quattro match point sul 5-3 del II set contro Marija Šarapova trascinando il match al III set in cui si infortuna alla caviglia abbandonando il match sul 3-6 7–6(5) 3-4.
La francese rientra al torneo di casa al Roland Garros dove è subito sconfitta al I turno da Zheng Jie. Anche a Wimbledon Tatiana dimostra di non essere al meglio uscendo al II turno contro la Pratt. Queste sconfitte la fanno scivolare oltre la trentesima posizione del ranking WTA, rimandando il proposito di scalata alla top ten. Ottiene poi il punto del 2-1 nella sfida tra Francia e Repubblica Ceca battendo nel singolare Lucie Šafářová.
La Golovin si riprende e centra la III semifinale dell'anno a Stanford, dove sconfigge Ai Sugiyama e Anna-Lena Grönefeld prima di cedere a Patty Schnyder. Nei master di San Diego e Montréal rimedia due sconfitte al I turno, mentre torna a brillare all'U.S. Open sconfiggendo la Petrova nel III turno e Anna Čakvetadze nel quarto. Nel turno successivo affronta Marija Šarapova che la sconfigge dopo una battaglia di oltre 2 ore con il punteggio di 6(4)–7, 6(0)–7. Il quarto di finale a Flushing Meadow è la migliore prestazione finora segnata in uno slam da parte della francese che torna ad avvicinarsi alla ventesima posizione del ranking.
Dopo un'uscita al I turno in Lussemburgo contro la Hantuchova la Golovin raggiunge di nuovo una finale WTA al torneo di Stoccarda sconfiggendo Elena Lichovceva, Iveta Benešová, Michaëlla Krajicek e Patty Schnyder e perdendo infine da Nadia Petrova 3-6 6-7 nella finale. La francese chiude l'anno a Zurigo ritirandosi al II turno contro la Kirilenko, a causa di malanni al piede.

### 2007
A Sydney sconfigge Peng Shuai 6-4, 7-5 prima di cedere nel II turno ad Amélie Mauresmo per 6(4)–7, 7-5, 6-1. All'Australian Open sconfigge Anna Smashnova e Zuzana Ondrášková prima di perdere da Shahar Peer per 3-6, 7-5, 7-5. All'indoor di Parigi Justine Henin la sconfigge nei quarti, mentre ad Anversa è Kim Clijsters a batterla per 6-4 6-3 in semifinale.
A Indian Wells sconfigge nel II turno Aiko Nakamura 6-0, 7-5 e poi per 6-2, 6-0 ha la meglio su Samantha Stosur. Durante il IV turno contro Nadia Petrova, quest'ultima si ritira mentre è in svantaggio 6-2 1-0. Nei quarti la francese affronta la sorprendente Sybille Bammer che le infligge una secca sconfitta per 6-2, 6-3. A Miami la Golovin esce al III turno per mano della Chakvetadze.

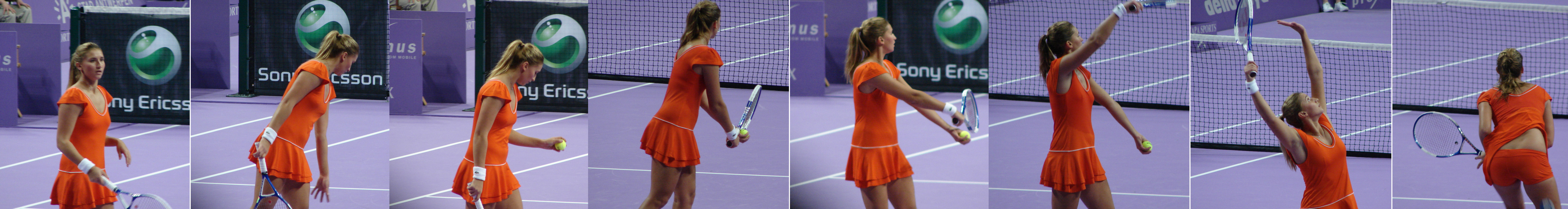
Servizio di Tatiana Golovin.

La Golovin vince il suo primo titolo WTA ad Amelia Island sconfiggendo sulla terra rossa Nadia Petrova 6-2, 6-1 e dopo aver sconfitto, tra le altre, Venus Williams 6-2, 6-3 ed Ana Ivanović 6-4 3-6 6-4. Sempre sulla terra rossa, questa volta a Charleston, la Golovin è costretta al ritiro durante i quarti contro Dinara Safina. La settimana successiva ottiene due vittorie nella sfida di Fed Cup contro il Giappone ma in seguito, il riacutizzarsi dei problemi alla schiena e alla caviglia la costringono ad uno stop molto lungo. Ritorna a giocare sull'erba di Wimbledon, dove viene sconfitta al II turno dalla giovanissima Tamira Paszek. In quella occasione la Golovin attirò comunque l'attenzione dei media indossando sotto il gonnellino degli shorts di colore rosso, rompendo così la tradizione che vuole i tennisti presentarsi in look total white, sui campi del prestigioso torneo londinese.
A San Diego è sconfitta in maniera netta dalla Sharapova 6-0, 6-3 al III turno, mentre nel Tier I di Toronto raggiunge le semifinali (dopo aver superato la Kuznetsova) dove perde da Jelena Janković 5-7, 6-3, 6-2. Allo US Open, esce a sorpresa per mano della wild card Ahsha Rolle al I turno. A Portorož sconfigge in finale la padrona di casa Katarina Srebotnik 2-6, 6-4, 6-4 conquistando il suo II titolo WTA. In Lussemburgo è nettamente sconfitta nei quarti dalla Ivanovic. Al torneo di Stoccarda supera Svetlana Kuznecova 6-2, 6-4 nelle semifinali ed in finale, nonostante riesca ad aggiudicarsi il primo set, cede alla n.1 del ranking Justine Henin che si impone 2-6, 6-2, 6-1.
La francese si ripete anche al Tier I di Zurigo in cui sconfigge la Kirilenko, la Ivanovic, la Bartoli e la Schiavone, per poi soccombere nuovamente in finale da parte della Henin che questa volta si impone 6-4 6-4. In seguito Tatiana esce al I turno del torneo di Linz e chiude per la prima volta l'anno all'interno della top 15 piazzandosi al n.13.

## Statistiche

### Singolare

#### Vittorie (2)
| Legenda          |
| ---------------- |
| Grande Slam (0)  |
| Ori Olimpici (0) |
| WTA Finals (0)   |
| Tier I (0)       |
| Tier II (1)      |
| Tier III (0)     |
| Tier IV (1)      |

| N. | Data              | Torneo                                 | Superficie  | Avversaria in finale | Punteggio     |
| 1. | 8 aprile 2007     | MPS Group Championships, Amelia Island | Terra verde | Nadia Petrova        | 6-2, 6-1      |
| 2. | 22 settembre 2007 | Banka Koper Slovenia Open, Portorose   | Cemento     | Katarina Srebotnik   | 2-6, 6-4, 6-4 |

#### Sconfitte (5)
| Legenda              |
| -------------------- |
| Grande Slam (0)      |
| Argenti Olimpici (0) |
| WTA Finals (0)       |
| Tier I (1)           |
| Tier II (2)          |
| Tier III (2)         |
| Tier IV (0)          |

| No. | Data            | Torneo                                   | Superficie  | Avversaria in finale | Punteggio         |
| 1.  | 13 giugno 2004  | DFS Classic, Birmingham                  | Erba        | Marija Šarapova      | 6-4, 2-6, 1-6     |
| 2.  | 7 ottobre 2005  | Japan Open Tennis Championships, Tokyo   | Cemento     | Nicole Vaidišová     | 6(4)-7, 2-3, rit. |
| 3.  | 8 ottobre 2006  | Porsche Tennis Grand Prix, Stoccarda     | Cemento (i) | Nadia Petrova        | 3-6, 6(4)-7       |
| 4.  | 7 ottobre 2007  | Porsche Tennis Grand Prix, Stoccarda (2) | Cemento (i) | Justine Henin        | 6-2, 2-6, 1-6     |
| 5.  | 21 ottobre 2007 | Open di Zurigo, Zurigo                   | Cemento (i) | Justine Henin        | 4-6, 4-6          |

### Doppio misto

#### Vittorie (1)
| Tornei del Grande Slam  |
| ----------------------- |
| Australian Open (0)     |
| Open di Francia (1)     |
| Torneo di Wimbledon (0) |
| US Open (0)             |

| N. | Data          | Torneo                  | Superficie  | Partner         | Avversario in finale   | Punteggio |
| 1. | 4 giugno 2004 | Open di Francia, Parigi | Terra rossa | Richard Gasquet | Cara Black Wayne Black | 6-3, 6-4  |

## Risultati in progressione
| Sigla | Risultato               |
| ----- | ----------------------- |
| V     | Vincitore               |
| F     | Finalista               |
| SF    | Semifinalista           |
| O     | Oro olimpico            |
| A     | Argento olimpico        |
| SF    | Bronzo olimpico         |
| QF    | Quarti di Finale        |
| 4T    | Quarto turno            |
| 3T    | Terzo turno             |
| 2T    | Secondo turno           |
| 1T    | Primo turno             |
| RR    | Round Robin             |
| LQ    | Turno di qualificazione |
| A     | Assente                 |
| ND    | Non disputato           |

| Legenda superfici    |
| -------------------- |
| Cemento              |
| Terra battuta        |
| Erba                 |
| Superficie variabile |

### Singolare
| Torneo                         | 2003 | 2004  | 2005  | 2006  | 2007  | 2008 | V-S    |
| ------------------------------ | ---- | ----- | ----- | ----- | ----- | ---- | ------ |
| Australian Open                | A    | 4T    | 2T    | 1T    | 3T    | 2T   | 7–5    |
| Open di Francia                | 1T   | 1T    | 3T    | 1T    | A     | A    | 2–4    |
| Wimbledon                      | A    | 4T    | 1T    | 2T    | 2T    | A    | 5–4    |
| US Open                        | A    | 3T    | 3T    | QF    | 1T    | A    | 8–4    |
| Vittorie-sconfitte Grande Slam | 0–1  | 8–4   | 5–4   | 5–4   | 3–3   | 1–1  | 22–17  |
| WTA Tour Championships         | A    | A     | A     | A     | A     | A    | 0–0    |
| Indian Wells                   | 2T   | 2T    | 4T    | 3T    | QF    | A    | 9–5    |
| Miami                          | 1T   | 4T    | 4T    | SF    | 3T    | A    | 11–5   |
| Charleston                     | A    | A     | SF    | A     | QF    | A    | 9–2    |
| Berlino                        | A    | 1T    | A     | A     | A     | 1T   | 0–2    |
| Roma                           | A    | 2T    | 1T    | A     | A     | A    | 1–2    |
| Montréal/Toronto               | A    | QF    | 2T    | 1T    | SF    | A    | 9–4    |
| Tokyo                          | A    | A     | A     | 1T    | A     | A    | 1–1    |
| Mosca                          | A    | A     | A     | A     | A     | A    | 0–0    |
| Finali                         | 0    | 1     | 1     | 1     | 2     | 0    | 5      |
| Tornei vinti                   | 0    | 0     | 0     | 0     | 2     | 0    | 2      |
| Vittorie-Sconfitte totali      | 1–4  | 27–16 | 33–22 | 25–18 | 46–18 | 2–4  | 166–94 |
| Ranking a fine anno            | 345  | 27    | 24    | 22    | 13    | 251  | N/A    |

### Doppio nei tornei del Grande Slam
| Torneo          | 2002 | 2003 | 2004 | 2005 | 2006 | 2007 | 2008 | 2009 | 2010 | 2011 | 2012 |
| --------------- | ---- | ---- | ---- | ---- | ---- | ---- | ---- | ---- | ---- | ---- | ---- |
| Australian Open | A    | A    | A    | A    | 2T   | 1T   | A    | A    | A    | A    | A    |
| Open di Francia | 1T   | 1T   | A    | 1T   | A    | A    | A    | A    | A    | A    | A    |
| Wimbledon       | A    | A    | 3T   | A    | A    | A    | A    | A    | A    | A    | A    |
| US Open         | A    | A    | A    | 1T   | 2T   | A    | A    | A    | A    | A    | A    |

### Doppio misto nei tornei del Grande Slam
| Torneo          | 2002 | 2003 | 2004 | 2005 | 2006 | 2007 | 2008 | 2009 | 2010 | 2011 | 2012 |
| --------------- | ---- | ---- | ---- | ---- | ---- | ---- | ---- | ---- | ---- | ---- | ---- |
| Australian Open | A    | A    | A    | A    | A    | A    | A    | A    | A    | A    | A    |
| Open di Francia | 1T   | 1T   | V    | A    | A    | A    | A    | A    | A    | A    | A    |
| Wimbledon       | A    | A    | A    | A    | A    | A    | A    | A    | A    | A    | A    |
| US Open         | A    | A    | A    | 1T   | A    | 2T   | A    | A    | A    | A    | A    |

## Vittorie contro giocatrici Top 10
| Stagione | 2004 | 2005 | 2006 | 2007 | Totale |
| Vittorie | 2    | 1    | 4    | 6    | 13     |

| #    | Giocatrice             | Ranking | Evento                          | Superficie    | Turno | Punteggio        | Rank. TGR |
| ---- | ---------------------- | ------- | ------------------------------- | ------------- | ----- | ---------------- | --------- |
| 2004 |                        |         |                                 |               |       |                  |           |
| 1.   | Elena Dement'eva (1)   | 10      | Open Gaz de France, Parigi      | Cemento (i)   | QF    | 6-4, 6-4         | 135       |
| 2.   | Svetlana Kuznecova (1) | 5       | Fed Cup, Mosca                  | Sintetico (i) | F     | 6-4, 6-1         | 27        |
| 2005 |                        |         |                                 |               |       |                  |           |
| 3.   | Venus Williams         | 8       | Charleston Open, Charleston     | Terra verde   | 3T    | 7-5, 6-4         | 25        |
| 2006 |                        |         |                                 |               |       |                  |           |
| 4.   | Nadia Petrova (1)      | 7       | Open Gaz de France, Parigi      | Cemento (i)   | QF    | 3-6, 7-6(7), 6-3 | 24        |
| 5.   | Elena Dement'eva (2)   | 8       | Miami Open, Miami               | Cemento       | 4T    | 6-2, 6-1         | 24        |
| 6.   | Nadia Petrova (2)      | 6       | US Open, New York               | Cemento       | 3T    | 7-5, 6(4)-7, 6-3 | 26        |
| 7.   | Patty Schnyder         | 9       | Stuttgart Open, Stoccarda       | Cemento (i)   | SF    | 6-1, 5-7, 7-5    | 25        |
| 2007 |                        |         |                                 |               |       |                  |           |
| 8.   | Nadia Petrova (3)      | 7       | Indian Wells Open, Indian Wells | Cemento       | 4T    | 6-2, 1-0 rit.    | 19        |
| 9.   | Nadia Petrova (4)      | 7       | AI Championships, Amelia Island | Terra verde   | F     | 6-2, 6-1         | 20        |
| 10.  | Svetlana Kuznecova (2) | 5       | Canadian Open, Toronto          | Cemento       | QF    | 2-6, 7-5, 6-1    | 19        |
| 11.  | Anna Čakvetadze        | 6       | Stuttgart Open, Stoccarda       | Cemento (i)   | 2T    | 7-6(3), 6-1      | 19        |
| 12.  | Svetlana Kuznecova (3) | 6       | Stuttgart Open, Stoccarda       | Cemento (i)   | SF    | 6-2, 6-4         | 19        |
| 13.  | Ana Ivanović           | 4       | Zurich Open, Zurigo             | Cemento (i)   | 2T    | 6-3, 6-1         | 18        |